# Nguyễn Công Thành (cầu thủ bóng đá, sinh 1991)
Nguyễn Công Thành (sinh ngày 26 tháng 07 năm 1991) quê quán Châu Thành, Bến Tre, là cầu thủ bóng đá chuyên nghiệp người Việt Nam đang thi đấu tại V-League 1 cho Câu lạc bộ bóng đá Topenland Bình Định.
Công Thành hiện tại giữ kỷ lục là cầu thủ Việt Nam thi đấu cho nhiều câu lạc bộ nhất còn ra sân ở V-League 1 khi anh đã thi đấu cho 8 câu lạc bộ trong sự nghiệp tính đến thời điểm hiện tại.

## Sự nghiệp câu lạc bộ
Nguyễn Công Thành khởi nghiệp bóng đá từ Navibank Sài Gòn (2010-2012) và là cầu thủ kinh qua rất nhiều CLB. Lúc Navibak Sài Gòn giải thể, anh đã chuyển sang thi đấu cho Sài Gòn Xuân Thành (2013), rồi tiếp tục chuyển về HV An Giang (2014), thậm chí ra thi đấu cho Thanh Hoá (2015). Từ năm 2016 đến 2018, Công Thành chuyển về khoác áo cho đội bóng XSKT Cần Thơ. Cuối mùa giải 2018 khi XSKT Cần Thơ bị rớt xuống hạng Nhất, Công Thành đã về khoác áo CLB TP.HCM (2019-2020), rồi tiếp tục chuyển về Sài Gòn FC (2021-2022).
Cuối mùa giải 2022, Sài Gòn FC rớt hạng và giải tán, Công Thành đã cùng Cao Văn Triền về khoác áo CLB Bình Định ở mùa giải 2023. Sau 7 trận tại V.League 2023 trong màu áo đội bóng đất Võ, Công Thành đã có 1 trận đá chính và 2 trận ra sân từ băng ghế dự bị. Chưa kể hồi tháng 9 năm 2020, với sự thể hiện ấn tượng trong màu áo CLB TP.HCM, Công Thành đã được HLV Park Hang Seo gọi vào tuyển Việt Nam chuẩn bị cho vòng loại thứ 2 World Cup 2022 gặp Malaysia và có tên trong đội hình chính thức.
Đang có phong độ rất ổn, nên việc Công Thành nói lời chia tay “quần đùi áo số” khiến nhiều người rất bất ngờ. Hỏi lý do, Công Thành chia sẻ: “Thật sự tôi cảm thấy rất tiếc nuối và khó khăn khi phải nói lời chia tay với niềm đam mê lớn nhất đời mình. Tuy nhiên, tuổi tôi cũng đã không còn trẻ (32 tuổi) và hiện đang mở sân bóng nhân tạo và trung tâm bóng đá mang chính tên mình ở quê nhà Bến Tre từ 3 năm qua. Vì vậy, việc thi đấu tại Bình Định khá xa nhà, thực tế đã ảnh hưởng rất lớn đến việc kinh doanh và bà xã tôi không thể cán đáng nổi, buộc tôi phải có quyết định của riêng mình”.

## Danh hiệu
- V-League:

• FLC Thanh Hoá - Huy chương Đồng (2015).
• TP Hồ Chí Minh - Á quân (2019).
- Cúp Quốc Gia

• TP Hồ Chí Minh - Huy chương Đồng (2019).